# Данило Лучић
Данило Лучић (Београд,  1984),  српски песник и уредник. 

## Биографија
Песник и уредник, рођен у Београду. Студије је завршио на Филолошком факултету. Аутор је песничких књига Белешке о меком ткиву за коју је награђен Бранковом наградом и Шрапнели. Уредник је у издавачкој кући Контраст издаваштво. 
Заступљен у више антологија и избора поезије.
Збирке:
- „Белешке о меком ткиву“ - 2013.
- „Шрапнели“ - 2017.